# Ə̆
Cette page contient des caractères spéciaux ou non latins. S’ils s’affichent mal (▯, ?, etc.), consultez la page d’aide Unicode.
Ə̆ (minuscule : ə̆), appelé schwa brève, ou Ǝ̆ (minuscule : ǝ̆), appelé E culbuté brève, est un graphème utilisé dans la translittération de langues sémitiques ou dans certaines transcriptions phonétiques. Il est aussi parfois utilisé dans l’écriture du mada. Il s’agit de la lettre schwa ou E culbuté diacritée d’une brève.

## Utilisation
Dans l’alphabet phonétique international, le schwa représente une voyelle centrale moyenne [ə] et la brève indique que celle-ci est courte.
Dans la translittération ou transcription des langues sémitiques, le schwa brève ‹ ə › est utilisé par certains auteur pour représenter le schwa.
Dans la traduction de la bible l’écriture du mada au lieu du ə̌.

## Représentations informatiques
Le schwa brève et le e culbuté brève peut être représenté avec les caractères Unicode suivants :
- décomposé (latin étendu B, Alphabet phonétique international, diacritiques) :

| formes    | représentations | chaînes de caractères | points de code | descriptions                                         |
| --------- | --------------- | --------------------- | -------------- | ---------------------------------------------------- |
| capitale  | Ə̆               | Ə◌̆                    | U+018F U+0306  | lettre majuscule latine schwa diacritique brève      |
| minuscule | ə̆               | ə◌̆                    | U+0259 U+0306  | lettre minuscule latine schwa diacritique brève      |
| capitale  | Ǝ̆               | Ǝ◌̆                    | U+018E U+0306  | lettre majuscule latine e réfléchi diacritique brève |
| minuscule | ǝ̆               | ǝ◌̆                    | U+01DD U+0306  | lettre minuscule latine e culbuté diacritique brève  |